# Університет Алеппо
Університет Алеппо (араб. جامعة حلب) — державний університет у місті Алеппо на півночі Сирії.
У 2005—2006 роках в університеті навчалося понад 61 тис. студентів, понад 1500 аспірантів. Тут працювало приблизно 2400 викладачів. Університет має 25 факультетів та 10 середніх шкіл.

## Історія
У 1946 році Сирія отримала незалежність. У цей час в країні був лише Дамаський університет. У 1958 році в місті Алеппо з факультетів Дамаського університету створено Університет Алеппо. Спершу він складався з двох факультетів — будівництва та сільського господарства. Університет швидко розвивався в наступні десятиліття, формував важливі програми в галузі інженерії, науки та літератури, а також сильний акцент на мовах, пропонуючи курси з німецької, російської, французької та англійської мов.
Університет є членом Європейського форуму постійних університетів (EPUF), Асоціації середземноморських університетів (UNIMED) та регіональної корпорації Confremo.
15 січня 2013 року під час бомбардувань університетського містечка Алеппо було вбито 82 людини. Як повідомляється, ракети потрапили в межі між залами відпочинку університету Алеппо та архітектурним факультетом.